# Gaspard Delanoë
Pour les articles homonymes, voir Delanoë.
Gaspard Delanoë, né le 28 mai 1968 à Dijon, est le pseudonyme de Frédéric Hébert, artiste français, militant en faveur des squats d'artistes, président de l'association 59 Rivoli et fondateur de plusieurs collectifs d'artistes (Musée Igor Balut, 1994 / KGB, 1999 / Chez Robert, électrons libres, 2000).

## Biographie
Le pseudonyme « Gaspard Delanoë » est choisi en 1997 d’après le recueil de poèmes d’Aloysius Bertrand, Fantaisies de Gaspard de la Nuit.
Gaspard Delanoë obtient un master d'anglais à l'université de Paris VII et commence ce qu’il appelle une vie de « précariat », dont l’activité principale consiste à squatter les lieux abandonnés de la capitale avec des artistes et à réaliser de nombreuses performances de rue. 
En 2002, il fonde un parti politique fantaisiste, le Parti Faire un Tour, au nom duquel il présente sa candidature aux élections municipales de Paris, en 2008, aux élections régionales d’Île-de-France, en 2010, à l'élection présidentielle de 2012 , aux élections européennes de 2014 et aux élections législatives de 2017.

### Activités

#### Le musée Igor Balut
Influencé par le dadaïsme et par l’internationale situationniste, Gaspard Delanoë rejoint le mouvement des artistes squatteurs en 1995 et fonde le musée Igor Balut, musée nomade qui détient le record du « musée le plus expulsé du monde » (7 fois). 
Installé successivement dans les squats d’artistes Socapi, Pastourelle, Bourse et Rivoli, le musée Igor Balut voyage régulièrement dans des galeries, des musées et des foires d’art en Europe, notamment en Allemagne à Cologne, et au Portugal dans l'hôpital psychiatrique de Lisbonne en 2010.

#### Squats d’artistes: le 59

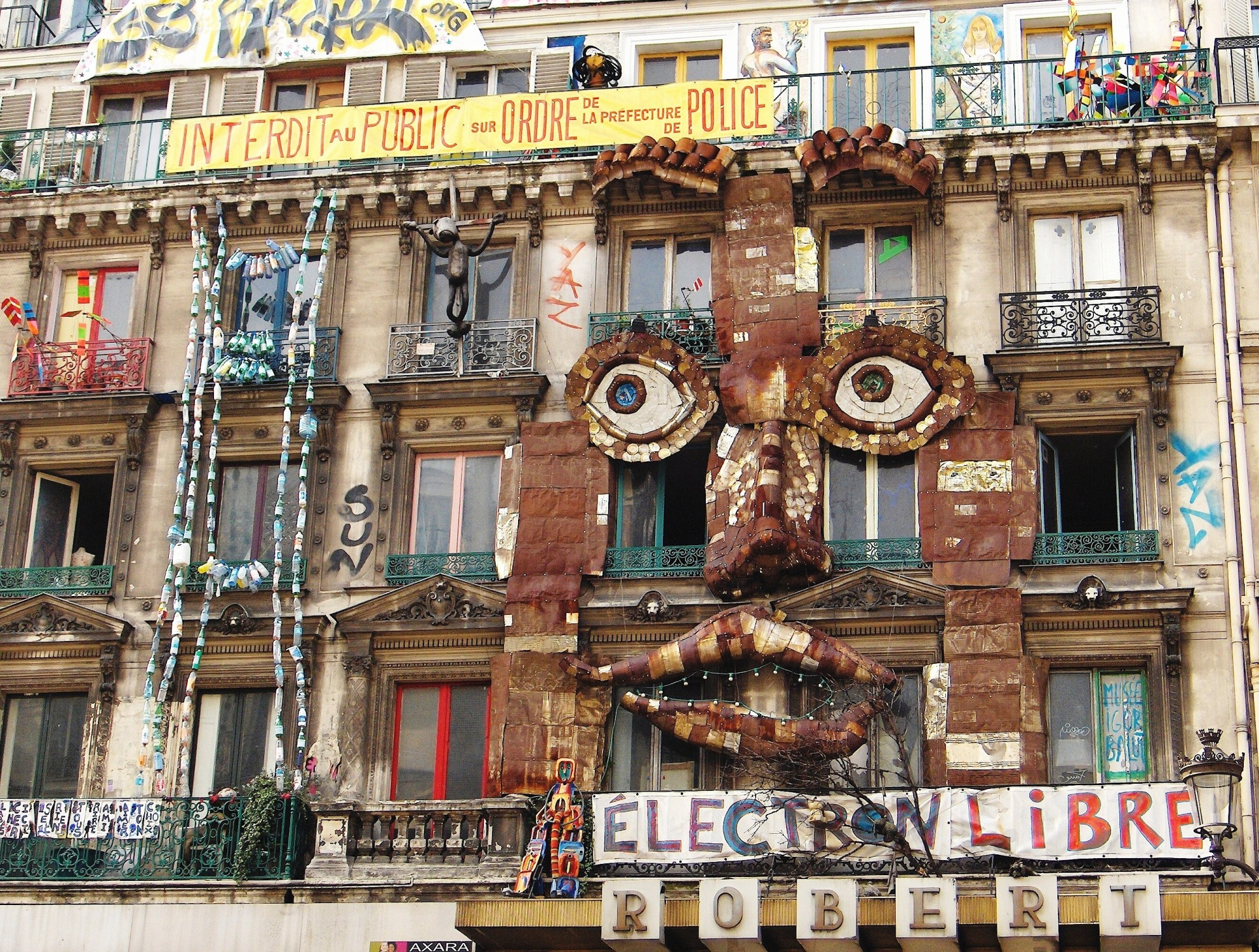
Le 59 rue de Rivoli en 2006.

Porte-parole des artistes squatteurs, Gaspard Delanoë a contribué à la transformation du squat d’artistes « Chez Robert, électron libre » situé au 59 rue de Rivoli à Paris, en un lieu d’art contemporain.
Dès son occupation le 1er novembre 1999, Gaspard Delanoë a défini le lieu comme un squat modèle et l’a plébiscité auprès du public et des médias dans le cadre d’une campagne de légalisation et de valorisation des squats d’artistes. Après une bataille politique et juridique d’environ deux ans, la mairie de Paris a racheté le bâtiment, qui est devenu le troisième centre d’art culturel de Paris, et concédé à l'association 59 Rivoli une convention d’occupation légale qui définit une forme de mécénat public de l'art alternatif.

#### Le Parti Faire un Tour
« Aux alentours de 20 h 01 », le 21 avril 2002, Gaspard Delanoë crée le Parti Faire un Tour (prononcer « Pffft »), qui a pour but « de changer le monde. Car le monde, tel qu'il se présente actuellement, est tout simplement insupportable. » Le ton est révolutionnaire et poétique :
« Le Parti Faire un Tour a pour vocation de faire un tour.
Un tour sur soi.
Une rotation.
C'est-à-dire, si l'on se réfère au dictionnaire, une révolution. (« Rotation complète d'un corps mobile autour de son axe. ») Ce en quoi le Parti Faire un Tour est un Parti Révolutionnaire.
Le seul objectif que s'est fixé le Pffft est de changer le monde. Car le monde, tel qu'il se présente actuellement, est tout simplement insupportable.
Afin de changer le monde, le Pffft a décidé de s'appuyer sur le Songe.
Car l'homme descend du Songe.
C'est pourquoi il n'y a pas de militants au Pffft, mais seulement des agents dormants. »
En 2006 et 2007, Gaspard Delanoë soutient le Mouvement pour l’Utopie Concrète de l’architecte Roland Castro qui met au premier plan le rôle de l’urbanisme dans la révolution sociale.

##### L’art de la campagne politique
Gaspard Delanoë et son parti font leur entrée dans l’arène politique lors de la campagne pour les élections municipales de 2008. Le slogan « le vrai Delanoë », qui oppose Gaspard Delanoë à l’actuel maire de Paris Bertrand Delanoë lui vaut le surnom de « trublion ».
Gaspard Delanoë et son parti utopique abordent la question des inégalités et de la précarité sur un ton humoristique qui brouille volontairement les frontières entre art et politique.
Le PFT obtient alors 3,17 % des voix dans le 10e arrondissement, dépassant ainsi le Front national, le Parti des travailleurs et la Gauche alternative.
Gaspard Delanoë envisage la fusion avec le Parti socialiste qui l'accuse d'avoir induit les électeurs en erreur.
Lors des élections européennes de 2009, après une campagne provocatrice sur le thème « L’Europe de Gibraltar à Jérusalem », avec le slogan « Non à l'Europe forteresse, oui à l'Europe narguilé ! », le PFT n’obtient plus que 0,06 % des voix (360 voix).

##### La campagne présidentielle de 2012

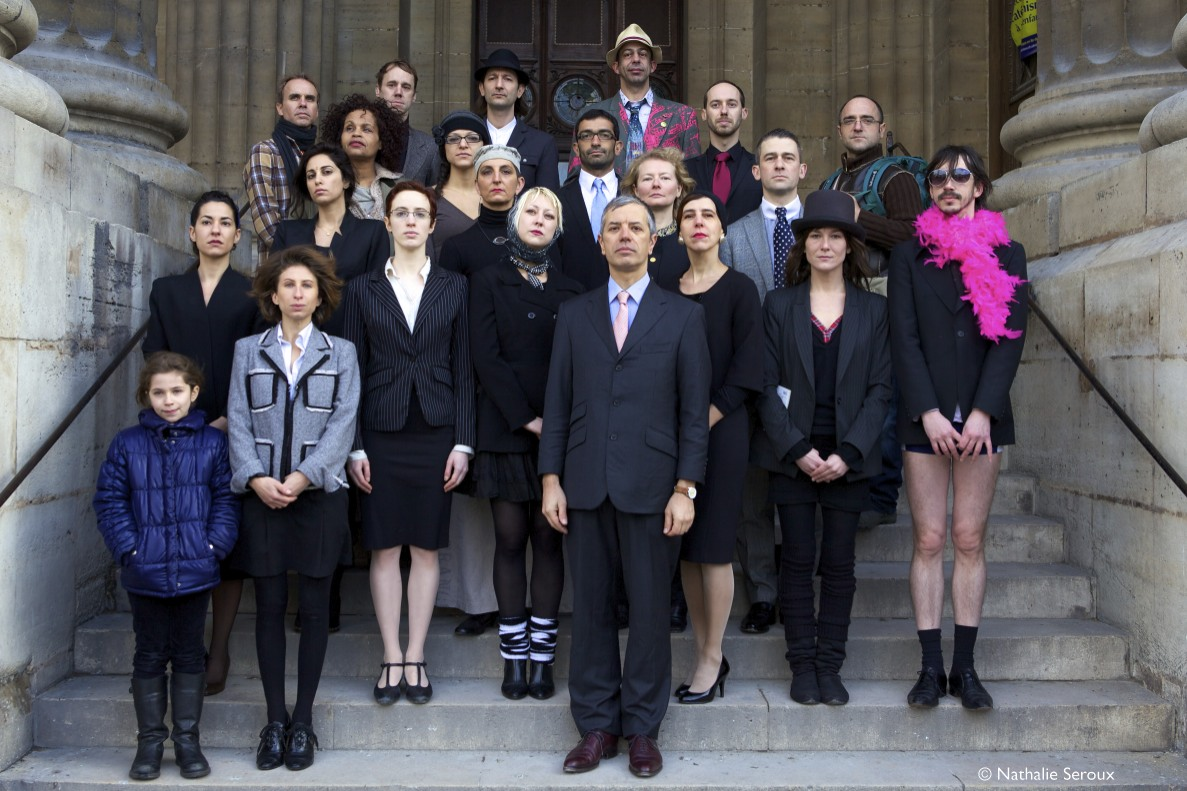
Le Shadow Cabinet.

Gaspard Delanoë est candidat à l’élection présidentielle de 2012. Le Parti Faire un Tour rassemble une équipe gouvernementale, le Shadow Cabinet, équipe « composée de ministres et secrétaires des tas prête à remplacer le gouvernement actuel au pied levé s'il était amené à tomber ou à être renversé. »
Le Shadow Cabinet se distingue par la diversité et l'originalité de ses ministères à vocation parodique tels que le Coucher utile, les People, la Prévention Apocalyptique, l'Espace du Dedans, le Temps Perdu, et le Madagaspar, territoire utopique du PFT.
Le Shadow Cabinet a mis au point plusieurs propositions visant à restaurer « la fantaisie, l’humour, la subversion, les désirs, le rêve » dans le champ politique. Ces propositions sont accessibles sur le site du PFT qui offre aussi plusieurs clips-performances du candidat et de « ses ministres » réalisés par le photographe et vidéaste Vu-Vu Victor-Victor.

#### Performances
Gaspard Delanoë crée par ailleurs des performances et des installations qu’il réalise dans des musées et des centres d’art aussi bien que dans les rues et les squats. Il est notamment l’auteur de I Have a Dream, performance avec Gaëlle Bourges, et de Je suis venue, avec Yalda Younes.
Il a coécrit Je baise les yeux, avec Gaëlle Bourges.

## Publications
Gaspard Delanoë est l'auteur de plusieurs livres-objets aux éditions Julien Martial.
Autres
- Autoportrait du chaman en érection, éditions In Libris, 2004
- Précisions à propos du concept de pipe-minute, éditions In Libris 2005
- Road Repair, éditions Igor Balut, 2007
- Le Secret de l’urinoir de Marcel Duchamp révélé au monde, éditions Igor Balut, 2009
- « XXX » in Écrivains en série 2, éditions Lauréli/Léo Sheer, 2009
- Mots-valise, éditions Igor Balut, 2010